# Marcelo Fabián Espina
Marcelo Fabián Espina   (Buenos Aires, 28 d'abril de 1967) és un futbolista retirat i entrenador.

## Biografia
Com a futbolista, ocupava la posició de migcampista. Espina va ser internacional amb l'Argentina en 15 ocasions tot marcant un gol. El 1994 guanyà el torneig Clausura, el primer títol d'equip que aconseguí. Va participar en la Copa Amèrica de 1995, així com a la Copa Confederacions del mateix any. Amb el Colo Colo guanyà el campionat de la primera divisió xilena en quatre ocasions: 1996, 1997, 1998 i 2002. El 96 feu el doblet amb la Copa de Xile: 1996
Es va iniciar a les files del Platense. El 1990 marxaria a la lliga mexicana, on romandria fins a 1994, tret d'un breu retorn al Lanús. De nou al Platense fou el Màxim golejador del campionat argentí de futbol golejador del Clausura 1994, i marxa de nou fora del seu país. Jugaria amb el Colo-Colo xilè i al Racing de Santander que militava a la Primera Divisió espanyola. Després de retirar-se el 2004, ha seguit vinculat al món del futbol com a entrenador, desenvolupant la seua tasca en equips xilens com ara el mateix Colo-Colo (2005), l'Everton de Villa del Mar (2006) o la Unión Española (2007-08).